# گوور تپه
گوور تپه مربوط به دوران‌های تاریخی پس از اسلام است و در شهرستان تاکستان، بخش ضیاآباد، روستای قرمز اّباد واقع شده و این اثر در تاریخ ۲۵ اسفند ۱۳۸۰ با شمارهٔ ثبت ۵۵۴۲ به‌عنوان یکی از آثار ملی ایران به ثبت رسیده است.